# Kansas City Steers 1961-1962
La stagione 1961-62 dei Kansas City Steers fu la 1ª nella ABL per la franchigia.
I Kansas City Steers vinsero la Western Division con un record di 54-25. Nei First Half Playoffs vinsero la serie con i Cleveland Pipers (2-1), guadagnando l'accesso alla finale ABL di fine anno, dove incontrarono nuovamente i Pipers, stavolta perdendo per 3-2.

## Roster
| N° | Naz.                   | Ruolo | Sportivo         | Anno | Alt. | Peso |
| -- | ---------------------- | ----- | ---------------- | ---- | ---- | ---- |
|    | Stati Uniti (bandiera) | AC    | Bill Bridges     | 1939 | 196  | 103  |
|    | Stati Uniti (bandiera) | G     | Larry Comley     | 1939 | 196  | 95   |
|    | Stati Uniti (bandiera) | C     | Charlie Henke    | 1939 | 201  | 93   |
|    | Stati Uniti (bandiera) | G     | Maurice King     | 1935 | 188  | 83   |
|    | Stati Uniti (bandiera) | G     | Nick Mantis      | 1935 | 191  | 86   |
|    | Stati Uniti (bandiera) | C     | Bob McDonald     | 1937 | 201  | 93   |
|    | Stati Uniti (bandiera) | AC    | George Patterson | 1939 | 201  | 104  |
|    | Stati Uniti (bandiera) | A     | George Pruitt    | 1936 | 185  | 90   |
|    | Stati Uniti (bandiera) | A     | Larry Staverman  | 1936 | 201  | 93   |
|    | Stati Uniti (bandiera) | AC    | Bumper Tormohlen | 1937 | 203  | 100  |
|    | Stati Uniti (bandiera) | AC    | Bryce Vann       | 1934 | 193  | 95   |
|    | Stati Uniti (bandiera) | GA    | Win Wilfong      | 1932 | 188  | 84   |

## Staff tecnico
- Allenatore: Jack McMahon